# SGT-280
SGT-280，或称为CUMYL-CBMICA，分子式C
23H
26N
2O，属于吲哚-3-甲酰胺类SGT系列大麻素，2019年8月首次在德国被发现。